# دياس بوترا
دياس بوترا (بالإندونيسية: Dias Angga Putra)‏ (6 مايو 1989 بباندونغ في إندونيسيا - ) هو لاعب كرة قدم إندونيسي في مركز الدفاع. شارك مع منتخب إندونيسيا تحت 21 سنة لكرة القدم ومنتخب إندونيسيا تحت 23 سنة لكرة القدم. أما مع النوادي، فقد لعب مع بالي يونايتد وبرسيب باندونغ ومادورا يونايتد.

## روابط خارجية
- دياس بوترا على موقع قاعدة بيانات كرة القدم.إي يو (الإنجليزية)
- دياس بوترا على موقع Soccerway.com (الإنجليزية)